# Slag bij Globe Tavern
De Slag bij Globe Tavern vond plaats tussen 18 augustus en 21 augustus 1864 nabij Petersburg, Virginia tijdens de Amerikaanse Burgeroorlog. Deze slag is ook gekend onder de naam Tweede slag bij de Weldon Spoorweg. Het was de tweede poging van de Noordelijken om de Wilmington and Weldon Spoorweg onklaar te maken. Een Noordelijke strijdmacht onder leiding van generaal-majoor Gouverneur K. Warren vernietigde verschillende kilometers spoorweg terwijl ze aanvallen afsloegen van Zuidelijke eenheden onder leiding van generaal P.G.T. Beauregard en luitenant-generaal A.P. Hill. Het was de eerste Noordelijke overwinning tijdens het Beleg van Petersburg. De Zuidelijken werden gedwongen om hun voorraden 48 km over wegen te vervoeren.

## Achtergrond
Terwijl de belegering van Petersburg steeds meer vaste vorm kreeg, zocht luitenant-generaal Ulysses S. Grant naar manieren om de Zuidelijke toevoerlijnen naar Richmond en het Zuidelijke leger van Robert E. Lee te vernietigen. Een van deze toevoerlijnen was de Wilmington and Weldon Spoorweg die vanuit Petersburg naar Wilmington (North Carolina)Wilmington in North Carolina liep. Wilmington was de enige nog bruikbare haven in Zuidelijke handen. Tijdens de Slag bij Jerusalem Plank Road tussen 21 juni en 23 juni 1864 had het Noordelijke II Corps reeds enkele kilometers van de spoorweg vernietigd voor ze verjaagd werden door het Third Corps van Lees Army of Northern Virginia.
In augustus streed het II Corps ten noorden van Petersburg waarbij ze Richmond bedreigden tijdens de Tweede slag bij Deep Bottom. Tegelijkertijd plande Grant een nieuwe aanval op de Weldon spoorweg. Het V Corps, ondersteund met eenheden van het IX Corps, het II Corps en een kleine cavaleriedivisie aangevoerd door brigadegeneraal August Kautz kregen de opdracht tot deze aanval. De bevelhebber van het V Corps, generaal-majoor Gouverneur K. Warren kreeg de algemene leiding toevertrouwd. Generaal Robert E. Lee was aanwezig bij de operaties rond Deep Bottom terwijl generaal P.G.T. Beauregard de hoogste in rang was bij Petersburg. Luitenant-generaal A.P. Hill, bevelhebber van het Third Corps, was de belangrijkste infanterie-eenheid van Beauregard.

## De slag

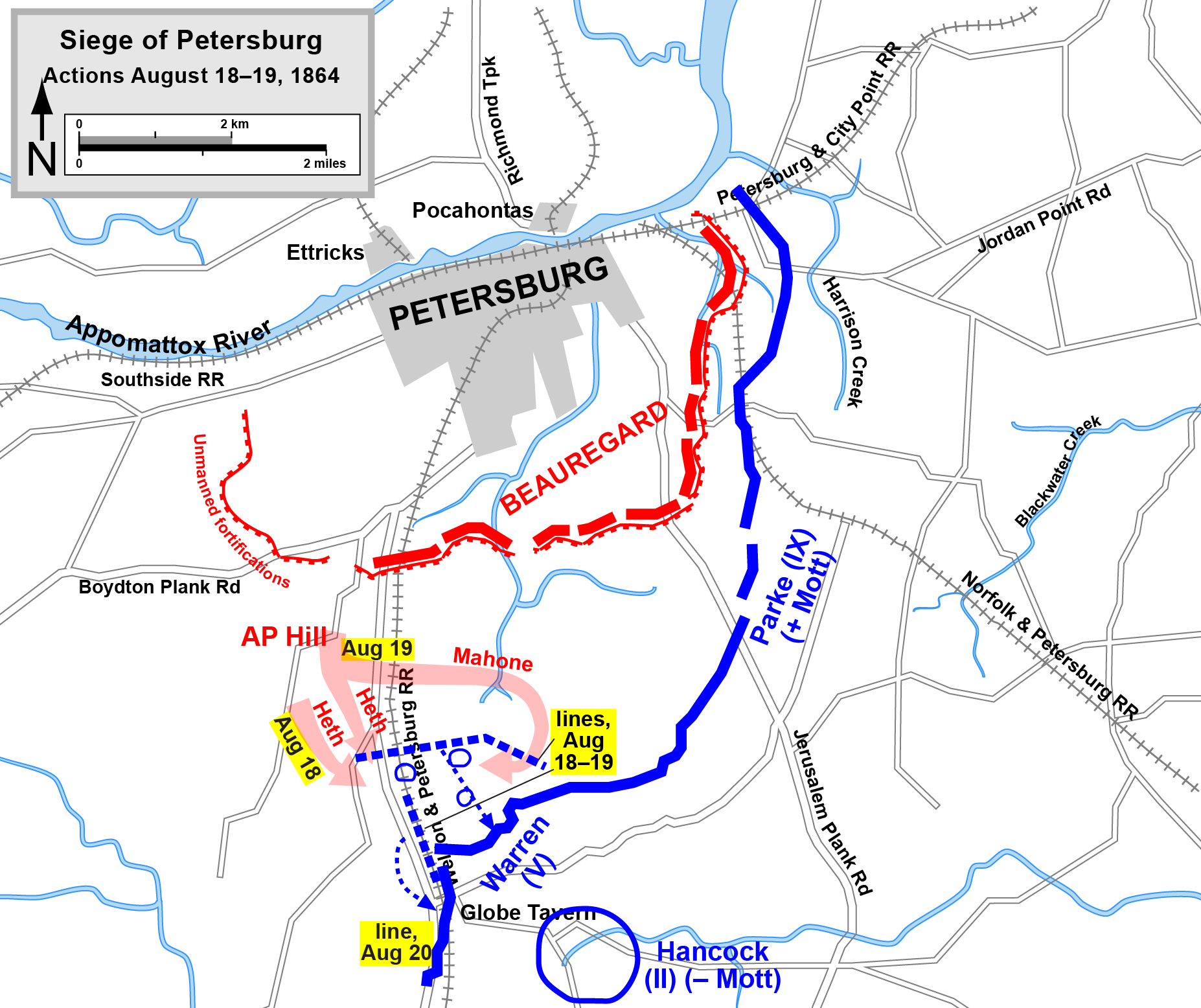
Beleg van Petersburg: strijd rond de Weldon Spoorweg op 18 en 19 augustus

Bij het ochtendgloren op 18 augustus vertrok Warren in zuidelijke richting door regen en via modderige wegen. Ze verjoegen onderweg verschillende Zuidelijke voorposten en een cavaleriebrigade. Ze bereikten de spoorweg bij Globe Tavern rond 09.00u. Eenheden van de divisie van brigadegeneraal Charles Griffin begonnen de rails uit te breken terwijl een brigade van brigadegeneraal Romeyn B. Ayres’ divisie een slaglinie vormde om een Zuidelijke aanval op te vangen. De divisie van brigadegeneraal Lysander Cutler werd in reserve gehouden. Rond 13.00u verschenen er Zuidelijke troepen voor Ayers slaglinie. Warren stuurde de divisie van brigadegeneraal Samuel W. Crawford naar Ayres’ rechterflank om vandaaruit de Zuidelijke linkerflank te keren.
A.P. Hill stuurde twee brigades van generaal-majoor Henry Heths divisie en een brigade van generaal-majoor Robert F. Hoke naar voren om de Noordelijken tegemoet te treden. Rond 14.00u voerden ze een grootscheepse aanval uit waarbij de Noordelijken terrein verloren. Warren voerde een tegenaanval uit waarbij het verloren terrein heroverd werd. Zijn soldaten groeven zich in voor de komende nacht.
Tijdens de nacht arriveerden er versterkingen in de vorm van het Noordelijke IX Corps onder leiding van generaal-majoor John G. Parke en de Zuidelijke cavaleriedivisie van de generaal-majoor W.H.F. "Rooney" Lee. Ook arriveerde er drie brigades van generaal-majoor William Mahones divisie. Op 19 augustus bleven de gevechten initieel beperkt tot verschillende schermutselingen door de hevige regenval. Toen het weer opklaarde voerde Mahone in de late namiddag een flankeeraanval uit tegen een zwak punt in Crawfords slaglinie. De Zuidelijken bereikten de Noordelijke achterhoede. Honderden Noordelijke soldaten sloegen op de vlucht toen ze uit twee richtingen beschoten werden. Crawford probeerde de vluchters nog tegen te houden, maar werd bijna zelf gevangengenomen. Bijna twee brigades gingen verloren omdat ze krijgsgevangen gemaakt werden. Terwijl Mahone de Noordelijke rechterflank aanviel, voerde Heth een frontale aanval uit op het vijandelijke centrum en linkerflank. Dit werd echter met gemak afgeslagen door Ayres’ divisie. Het IX Corps voerde een tegenaanval uit. De gevechten duurden tot zonsondergang.
Door de zware regenval vonden er op 20 augustus geen gevechten plaats. Tijdens de volgende nacht trok Warren zijn troepen 3 km terug naar een nieuwe versterkte linie. Deze linie sloot aan op de Noordelijke stellingen langs de Jerusalem Plank Road. Op 21 augustus was het opnieuw beter weer. Om 09.00u voerden de Zuidelijken een aanval uit. Mahone viel de Noordelijke linkerflank aan terwijl Heth het centrum bestormde. Beide aanvallen liepen op niets uit door de sterke Noordelijke stellingen. De Zuidelijken leden zware verliezen. Vooral dan de brigade van brigadegeneraal Johnson Hagood. Brigadegeneraal John C. C. Sanders van Mahones divisie sneuvelde als de jongste Zuidelijke generaal op 24-jarige leeftijd. Tegen 10.30u trokken de Zuidelijken zich terug. Ettelijke kilometers van de Weldon spoorweg bleven in Noordelijke handen.

## Gevolgen
De Noordelijken verloren 4.296 soldaten waarvan 251 doden, 1.148 gewonden en 2.897 vermisten. De Zuidelijken telden 1.620 slachtoffers waarvan 211 doden, 1.148 gewonden en 2.897 vermisten. De Zuidelijken verloren een belangrijk deel van de Weldon Spoorweg. Ze moesten nu een groot deel van hun voorraden per kar transporteren. De Noordelijken behaalden hun eerste overwinning tijdens de belegering van Petersburg. De Weldon Spoorweg was nu onbruikbaar voor de Zuidelijke bevoorrading. De Noordelijke stellingen waren uitgebreid tot aan Globe Tavern.
Om de controle over de spoorweg de verstevigen, riep Grant het II Corps terug van Deep Bottom om de spoorweg in Zuidelijke richting te vernietigen. Dit zou leiden tot de Tweede slag bij Ream's Station op 25 augustus.

## Aanbevolen lectuur
- Horn, John. The Petersburg Campaign: The Destruction of the Weldon Railroad: Deep Bottom, Globe Tavern, and Reams Station, August 14-25, 1864. Lynchburg, VA: H. E. Howard, Inc., 1991. ISBN 978-1-56190-010-7.
- Trudeau, Noah Andre. The Last Citadel: Petersburg, Virginia, June 1864 – April 1865. Baton Rouge: Louisiana State University Press, 1991. ISBN 0-8071-1861-3.